# David Ovey
David Ovey – brytyjski kierowca wyścigowy.

## Kariera
Ovey rozpoczął karierę w międzynarodowych wyścigach samochodowych w 1983 roku od startów w European Endurance Championship oraz w FIA World Endurance Championship. Nie zdobywał jednak punktów. W tym samym roku zwyciężył w klasie B 24-godzinnego wyścigu Le Mans. W 2004 roku pojawił się gościnnie w stawce FIA GT Championship.